# Kai Kung Leng
Kai Kung Leng (chinois : 雞公嶺) est un sommet au Nord-Ouest des Nouveaux Territoires de Hong Kong, culminant à une altitude de 585 mètres et situé entre Yuen Long New Town et Fanling-Sheung New Town. À l'origine, le sommet se dénommait Gwai Gok San (圭角山 ou 掛角山). La colline du Kai Kung Leng se situe en majorité sur le district de Yuen Long, et seul le contrefort nord-est se trouve sur le district Nord. De même, elle se trouve en majorité sur la zone du parc rural de Lam Tsuen, à l'exception des zones nord et ouest en aval.
Le Kai Kung Leng comporte deux sommets, comprenant le sommet principal culminant à 585 mètres d'altitude dénommé Dai Gwai (大掛) et un sommet secondaire culminant à 374 mètres sur son versant ouest dénommé Siu Gwai (小掛). Des postes de triangulation ont été construits sur les sommets des deux collines (mais l'un d'entre eux se situe précisément à l'ouest du sommet à 572 mètres d'altitude), et une antenne auxiliaire de la station de télévision numérique et de radiodiffusion de Hong Kong a été édifiée sur le sommet secondaire couvrant les zones de l'est de Yuen long, Kam Tin, Shui Pin Tsuen et la gare de bus de Mong Tseng Wai entre autres. Dans les cercles touristiques, les sommets principaux du Kai Kung Leng se subdivisent en trois cimes (d'ouest en est) : Tai Lo Tin (572 m), Lo Tin Deng (585 mètres) et Lung Tam San (550 mètres), tandis que le Kai Kung Leng, qui s'étend vers le nord, comporte le Ngau Ngok San (337 mètres) et le Kwu Tung (222 mètres).
Il est possible d'apercevoir clairement Kai Kung Leng à partir de Yuen Long ou de la mer. Sur la colline, il est possible de voir la plaine de Yuen Long, les marais de Mai Po mais aussi le centre-ville de Shenzhen ainsi que la zone industrielle de Shekou. La crête du Kai Kung Leng est orientée est-ouest, et ses deux extrémités séparent Tsiu Keng de Fung Kat Heung. De même, elle constitue aussi le principal accès pour gravir la montagne. Bien que la crête appartient au parc rural de Lam Tsuen, il n'existe aucune installation pour pique-nique. L'absence d'entretien à l'extérieur et les activités illégales de moto tout terrain qui ont rendu le chemin glissant font en sorte que seul l'accès est convenable aux randonneurs expérimentés.
Le sud-est de Kai Kung Leng donne sur le Tai To Yan et le North Tai To Yan aux tailles similaires. Ces deux groupes de sommets sont séparés par une vallée où est construite la Fan Kam Road, dont Pat Heung et Kam Tin sont les principales localités traversées par la route.